# Produktveredler Textil
Der Produktveredler Textil ist in Deutschland ein staatlich anerkannter Ausbildungsberuf nach dem Berufsbildungsgesetz.

## Ausbildungsdauer und Struktur
Die Ausbildungsdauer zum Produktveredler Textil beträgt in der Regel drei Jahre. Die Ausbildung erfolgt an den Lernorten Betrieb und Berufsschule.

## Arbeitsgebiete
Produktveredler Textil sind innerhalb der Textilproduktion für die Textilveredelung zuständig. Im Zuge der Herstellung von Textilien richten sie daher die Produktionsmaschinen für die Veredelung ein, prüfen die Prozessparameter und führen eine Qualitätssicherung (Warenschau) durch. Sie sorgen dafür, dass die Textilien auf Faserebene entsprechend den gewünschten Eigenschaften bearbeitet werden. Dafür wählen sie geeignete Rezepturen und Ansatzberechnungen aus, prüfen und optimieren Rezepte und verändern die Produkteigenschaften durch Steuern und Regeln der Maschinen und Anlagen. Sie sind in der Appretur tätig.